# Ostium (biologia)
Ostium (łac. ostium, l.mn. ostia) w znaczeniu ogólnym – wejście do narządu, ujście lub otwór. Słowo to w zoologii oznacza kilka różnych struktur anatomicznych, m.in.:
- wejście do przewodu torebki kopulacyjnej motyli[1],
- otwór końcowej części penisa u chrząszczy[1],
- parzysty otwór serca stawonogów, przez który hemolimfa dostaje się do serca z zatoki okołosercowej[1],
- otwory (pory) w ścianach gąbki, prowadzące bezpośrednio do wewnętrznej jamy lub do systemu kanałów.